# Cerusico
Cerusico è un termine con cui per molti secoli si indicò il chirurgo. 
La sua etimologia deriva dal greco (cheir-cheiros: mano ed ergon: lavoro) divenuto in latino chirurgicus e quindi in epoca medioevale cirugicus-cirugico ed infine cerusicus-cerusico. 
La figura del cerusico compare nel corso dell'Alto Medioevo, epoca in cui l'attività chirurgica viene relegata nelle mani di figure minori: barbieri, norcini, ambulanti.

Questo atteggiamento può essere spiegato con la natura stessa dell'atto operatorio che, praticato a quei tempi senza alcuna anestesia e in condizioni igieniche precarie, risultava particolarmente cruento e rischioso tanto da essere ritenuto un atto indegno di un medico. Da notare che questo concetto si ritrova anche nel giuramento di Ippocrate che vietava a coloro che praticavano l'arte medica, di eseguire il taglio della pietra (la litotomia). 
La mancanza di cultura generale e medica non impedì a questi cerusici di raggiungere traguardi importanti. Spesso furono degli ottimi e provetti operatori in quanto quella chirurgia non richiedeva altro che velocità di esecuzione e manualità. 
L'ultima delle Novelle della Pescara di Gabriele D'Annunzio dove si narra la vicenda di un marinaio, gravemente ferito, che viene maldestramente operato da un suo compagno privo di ogni conoscenza scientifica, è intitolata, appunto, Il cerusico di mare.